# PEC Zwolle '82 in het seizoen 1989/90
Het seizoen 1989/1990 was het 79e jaar in het bestaan van de Zwolse voetbalclub PEC Zwolle '82. De club kwam uit in de Eerste divisie en nam ook deel aan het toernooi om de KNVB beker.

## Wedstrijdstatistieken

### Eerste divisie
| 1e speelronde | PEC Zwolle '82                                                                    | 1 – 2 (0 – 1) | VVV                                                                  | Opstelling PEC Zwolle '82: |
| 11 augustus 1989 Plaats: Zwolle Oosterenkstadion Toeschouwers: 2.000 Scheidsrechter: Cees Bakker                        | Richard Roelofsen 85'                                                             |               | 40' Jeroen Boere 67' Earnest Stewart                                 |                            |
| 2e speelronde | Emmen                                                                             | 0 – 0         | PEC Zwolle '82                                                       | Opstelling PEC Zwolle '82: |
| 16 augustus 1989 Plaats: Emmen Stadion Meerdijk Toeschouwers: 4.191 Scheidsrechter: Jaap Uilenberg                      |                                                                                   |               |                                                                      |                            |
| 3e speelronde | sc Heerenveen                                                                     | 1 – 1 (1 – 1) | PEC Zwolle '82                                                       | Opstelling PEC Zwolle '82: |
| 19 augustus 1989 Plaats: Heerenveen Sportpark Noord Toeschouwers: 6.000 Scheidsrechter: Piet Klootwijk                  | Ron Schreuder 40'                                                                 |               | 22' Henry Meijerman                                                  |                            |
| 4e speelronde | PEC Zwolle '82                                                                    | 0 – 0         | FC Wageningen                                                        | Opstelling PEC Zwolle '82: |
| 23 augustus 1989 Plaats: Zwolle Oosterenkstadion Toeschouwers: 2.000 Scheidsrechter: Rob Brekelmans                     |                                                                                   |               |                                                                      |                            |
| 5e speelronde | De Graafschap                                                                     | 0 – 0         | PEC Zwolle '82                                                       | Opstelling PEC Zwolle '82: |
| 27 augustus 1989 Plaats: Doetinchem Stadion De Vijverberg Toeschouwers: 2.000 Scheidsrechter: Ton Lammers               |                                                                                   |               |                                                                      |                            |
| 6e speelronde | PEC Zwolle '82                                                                    | 1 – 1 (0 – 0) | RBC                                                                  | Opstelling PEC Zwolle '82: |
| 8 september 1989 Plaats: Zwolle Oosterenkstadion Toeschouwers: 2.000 Scheidsrechter: Hugo Luijten                       | Jos van Eck 59'                                                                   |               | 63' Ronald Willemse                                                  |                            |
| 7e speelronde | Telstar                                                                           | 2 – 1 (1 – 0) | PEC Zwolle '82                                                       | Opstelling PEC Zwolle '82: |
| 16 september 1989 Plaats: Velsen-Zuid Sportpark Schoonenberg Toeschouwers: 2.000 Scheidsrechter: Rob Brekelmans         | Sander Oostrom 8' Bert van der Poppe 8'                                           |               | 48' Henry Meijerman                                                  |                            |
| 8e speelronde | PEC Zwolle '82                                                                    | 0 – 0         | Excelsior                                                            | Opstelling PEC Zwolle '82: |
| 22 september 1989 Plaats: Zwolle Oosterenkstadion Toeschouwers: 2.000 Scheidsrechter: Piet Klootwijk                    |                                                                                   |               |                                                                      |                            |
| 9e speelronde | DS '79                                                                            | 1 – 1 (1 – 0) | PEC Zwolle '82                                                       | Opstelling PEC Zwolle '82: |
| 30 september 1989 Plaats: Dordrecht Stadion Krommedijk Toeschouwers: 750 Scheidsrechter: Jef van Vliet                  | Pedro Pruijmboom 14'                                                              |               | 60' Jos van Eck                                                      |                            |
| 10e speelronde | Eindhoven                                                                         | 2 – 2 (0 – 2) | PEC Zwolle '82                                                       | Opstelling PEC Zwolle '82: |
| 7 oktober 1989 Plaats: Eindhoven Jan Louwersstadion Toeschouwers: 1.000 Scheidsrechter: Hugo Luijten                    | John Versleeuwen 56' Pascal Maas 73'                                              |               | 22' Richard Roelofsen 33' Jos van Eck                                |                            |
| 11e speelronde | PEC Zwolle '82                                                                    | 1 – 1 (1 – 0) | BV Veendam                                                           | Opstelling PEC Zwolle '82: |
| 13 oktober 1989 Plaats: Zwolle Oosterenkstadion Toeschouwers: 2.000 Scheidsrechter: Martin van den Herik                | Richard Roelofsen 45'                                                             |               | 86' Harris Huizingh                                                  |                            |
| 12e speelronde | Cambuur Leeuwarden                                                                | 2 – 2 (2 – 1) | PEC Zwolle '82                                                       | Opstelling PEC Zwolle '82: |
| 28 oktober 1989 Plaats: Leeuwarden Cambuurstadion Toeschouwers: 4.200 Scheidsrechter: Rob Overkleeft                    | Marcel Keizer 14' Ulrich Cruden 33'                                               |               | 25' Fred Leusink 66' Gerard de Haan (e.d.)                           |                            |
| 13e speelronde | PEC Zwolle '82                                                                    | 1 – 3 (0 – 1) | SVV                                                                  | Opstelling PEC Zwolle '82: |
| 3 november 1989 Plaats: Zwolle Oosterenkstadion Toeschouwers: 3.500 Scheidsrechter: van Zon                             | Gerrit Visscher 60'                                                               |               | 42' Peter van Velzen 76' Peter van Velzen 85' (pen) Peter van Velzen |                            |
| 14e speelronde | PEC Zwolle '82                                                                    | 0 – 0         | Helmond Sport                                                        | Opstelling PEC Zwolle '82: |
| 10 november 1989 Plaats: Zwolle Oosterenkstadion Toeschouwers: 1.500 Scheidsrechter: Hans Reygwart                      |                                                                                   |               |                                                                      |                            |
| 15e speelronde | AZ                                                                                | 0 – 0         | PEC Zwolle '82                                                       | Opstelling PEC Zwolle '82: |
| 18 november 1989 Plaats: Alkmaar Alkmaarderhout Toeschouwers: 3.500 Scheidsrechter: John Janssen                        |                                                                                   |               |                                                                      |                            |
| 16e speelronde | PEC Zwolle '82                                                                    | 1 – 2 (1 – 0) | NAC                                                                  | Opstelling PEC Zwolle '82: |
| 24 november 1989 Plaats: Zwolle Oosterenkstadion Toeschouwers: 2.500 Scheidsrechter: Wim Kok                            | Gerrit Visscher 31'                                                               |               | 57' Dennis van der Gijp 90' Gerard den Haan                          |                            |
| 17e speelronde | PEC Zwolle '82                                                                    | 0 – 2 (0 – 1) | Go Ahead Eagles                                                      | Opstelling PEC Zwolle '82: |
| 15 december 1989 Plaats: Zwolle Oosterenkstadion Toeschouwers: 3.000 Scheidsrechter: Roelof Luinge                      |                                                                                   | IJsselderby   | 37' Harry Decheiver 90' Gert van den Brink                           |                            |
| 18e speelronde | Helmond Sport                                                                     | 0 – 0         | PEC Zwolle '82                                                       | Opstelling PEC Zwolle '82: |
| 23 december 1989 Plaats: Helmond Stadion De Braak Toeschouwers: 2.000 Scheidsrechter: A.D. Overstegen                   |                                                                                   |               |                                                                      |                            |
| 19e speelronde | Go Ahead Eagles                                                                   | 0 – 1 (0 – 0) | PEC Zwolle '82                                                       | Opstelling PEC Zwolle '82: |
| 13 januari 1990 Plaats: Deventer De Adelaarshorst Toeschouwers: 1.900 Scheidsrechter: Piet Klootwijk                    |                                                                                   | IJsselderby   | 51' Jos van Eck                                                      |                            |
| 20e speelronde | PEC Zwolle '82                                                                    | 4 – 2 (4 – 1) | Eindhoven                                                            | Opstelling PEC Zwolle '82: |
| 19 januari 1990 Plaats: Zwolle Oosterenkstadion Toeschouwers: 1.500 Scheidsrechter: Minne Modderman                     | Richard Roelofsen 14' Edwin Duim 17' Fred Leusink 28' Richard Roelofsen 35'       |               | 3' Peter Coumans 63' Erik Meijer                                     |                            |
| 21e speelronde | PEC Zwolle '82                                                                    | 1 – 2 (1 – 1) | Emmen                                                                | Opstelling PEC Zwolle '82: |
| 26 januari 1990 Plaats: Zwolle Oosterenkstadion Toeschouwers: 2.500 Scheidsrechter: Rien van Haaften                    | Jos van Eck 41'                                                                   |               | 44' Rudy Metz 80' Patrick Bosch                                      |                            |
| 22e speelronde | VVV                                                                               | 1 – 1 (1 – 1) | PEC Zwolle '82                                                       | Opstelling PEC Zwolle '82: |
| 3 februari 1990 Plaats: Venlo De Koel Toeschouwers: 3.219 Scheidsrechter: Theo van Riel                                 | Juno Verberne 3'                                                                  |               | 7' Martin Koorn                                                      |                            |
| 23e speelronde | PEC Zwolle '82                                                                    | 1 – 0 (1 – 0) | sc Heerenveen                                                        | Opstelling PEC Zwolle '82: |
| 9 februari 1990 Plaats: Zwolle Oosterenkstadion Toeschouwers: 1.250 Scheidsrechter: Jan Mulder                          | Henry Meijerman 1'                                                                |               |                                                                      |                            |
| 24e speelronde | FC Wageningen                                                                     | 0 – 1 (0 – 0) | PEC Zwolle '82                                                       | Opstelling PEC Zwolle '82: |
| 17 februari 1990 Plaats: Wageningen Stadion de Wageningse Berg Toeschouwers: 2.500 Scheidsrechter: Rien van Haaften     |                                                                                   |               | 67' Edwin Duim                                                       |                            |
| 25e speelronde | SC Heracles '74                                                                   | 1 – 0 (1 – 0) | PEC Zwolle '82                                                       | Opstelling PEC Zwolle '82: |
| 24 februari 1990 Plaats: Almelo Gemeentelijk Sportpark Bornsestraat Toeschouwers: 2.000 Scheidsrechter: Minne Modderman | Louis van Schijndel 25'                                                           |               |                                                                      |                            |
| 26e speelronde | PEC Zwolle '82                                                                    | 1 – 0 (1 – 0) | De Graafschap                                                        | Opstelling PEC Zwolle '82: |
| 2 maart 1990 Plaats: Zwolle Oosterenkstadion Toeschouwers: 1.800 Scheidsrechter: Piet Klootwijk                         | Leo Reyrink (e.d.) 17'                                                            |               |                                                                      |                            |
| 27e speelronde | RBC                                                                               | 1 – 0 (0 – 0) | PEC Zwolle '82                                                       | Opstelling PEC Zwolle '82: |
| 11 maart 1990 Plaats: Roosendaal Sportpark De Luiten Toeschouwers: 1.400 Scheidsrechter: Wout Schaap                    | Ronald van Oeveren 51'                                                            |               |                                                                      |                            |
| 28e speelronde | PEC Zwolle '82                                                                    | 1 – 2 (0 – 1) | SC Heracles '74                                                      | Opstelling PEC Zwolle '82: |
| 14 maart 1990 Plaats: Zwolle Oosterenkstadion Toeschouwers: 2.500 Scheidsrechter: Wim Egbertzen                         | Richard Roelofsen 90'                                                             |               | 39' Louis van Schijndel 86' Folkert Velten                           |                            |
| 29e speelronde | PEC Zwolle '82                                                                    | 3 – 0 (2 – 0) | Telstar                                                              | Opstelling PEC Zwolle '82: |
| 16 maart 1990 Plaats: Zwolle Oosterenkstadion Toeschouwers: 1.200 Scheidsrechter: John Janssen                          | Richard Roelofsen 1' Richard Roelofsen 18' Fred Leusink 68'                       |               |                                                                      |                            |
| 30e speelronde | Excelsior                                                                         | 0 – 2 (0 – 1) | PEC Zwolle '82                                                       | Opstelling PEC Zwolle '82: |
| 25 maart 1990 Plaats: Rotterdam Stadion Woudestein Toeschouwers: 500 Scheidsrechter: Piet Klootwijk                     |                                                                                   |               | 5' Michel Westerbeek 63' Jan van Raalte                              |                            |
| 31e speelronde | PEC Zwolle '82                                                                    | 1 – 0 (0 – 0) | DS '79                                                               | Opstelling PEC Zwolle '82: |
| 30 maart 1990 Plaats: Zwolle Oosterenkstadion Toeschouwers: 1.750 Scheidsrechter: Minne Modderman                       | Richard Roelofsen 71'                                                             |               |                                                                      |                            |
| 32e speelronde | BV Veendam                                                                        | 2 – 1 (1 – 0) | PEC Zwolle '82                                                       | Opstelling PEC Zwolle '82: |
| 7 april 1990 Plaats: Veendam De Langeleegte Toeschouwers: 2.200 Scheidsrechter: Jan Dolstra                             | Joop Gall 12' Grads Fühler 65'                                                    |               | 74' Edwin Timmerman                                                  |                            |
| 33e speelronde | PEC Zwolle '82                                                                    | 4 – 3 (1 – 0) | SC Cambuur                                                           | Opstelling PEC Zwolle '82: |
| 16 april 1990 Plaats: Zwolle Oosterenkstadion Toeschouwers: 1.200 Scheidsrechter: Hugo Luijten                          | Richard Roelofsen 14' Jos van Eck 72' Richard Roelofsen (pen) 76' Jos van Eck 90' |               | 50' Pieter Wiersma 52' Pieter Wiersma 85' Roland Kuitert             |                            |
| 34e speelronde | SVV                                                                               | 1 – 0 (1 – 0) | PEC Zwolle '82                                                       | Opstelling PEC Zwolle '82: |
| 22 april 1990 Plaats: Schiedam Sportpark Harga Toeschouwers: 1.100 Scheidsrechter: Wout Schaap                          | Jimmy Simons 2'                                                                   |               |                                                                      |                            |
| 35e speelronde | PEC Zwolle '82                                                                    | 0 – 1 (0 – 1) | AZ                                                                   | Opstelling PEC Zwolle '82: |
| 27 april 1990 Plaats: Zwolle Oosterenkstadion Toeschouwers: 1.500 Scheidsrechter: Ronald Kloeg                          |                                                                                   |               | 25' (pen) Dennis den Turk                                            |                            |
| 36e speelronde | NAC                                                                               | 1 – 0 (1 – 0) | PEC Zwolle '82                                                       | Opstelling PEC Zwolle '82: |
| 5 mei 1990 Plaats: Breda NAC-stadion Toeschouwers: 2.368 Scheidsrechter: Hans Blom                                      | Dennis van der Gijp 40'                                                           |               |                                                                      |                            |

### KNVB beker
| 1e ronde                                                                                                | AGOVV                                                      | 3 – 5 (1 – 3) | PEC Zwolle '82                                                                                         | Opstelling PEC Zwolle '82: |
| 3 september 1989 Plaats: Apeldoorn Sportpark Berg & Bos Toeschouwers: 2.200 Scheidsrechter: Jan Dolstra | John Slijkhuis 42' Erik van Bruggen 77' John Slijkhuis 89' |               | 15' Ben Kanselaar (e.d.) 33' Gert-Peter de Gunst 45' Jos van Eck 55' Richard Roelofsen 75' Jos van Eck |                            |
| 2e ronde                                                                                                | PEC Zwolle '82                                             | 0 – 1 (0 – 0) | Willem II                                                                                              | Opstelling PEC Zwolle '82: |
| 8 december 1989 Plaats: Zwolle Oosterenkstadion Toeschouwers: 1.000 Scheidsrechter: Ignace van Swieten  |                                                            |               | 81' David Loggie                                                                                       |                            |

## Selectie en technische staf

### Selectie 1989/90
| Nr.           | Nat.               | Naam                | Competitie | Competitie | Beker      | Beker      | Totaal     | Totaal     | Seizoen    | Vorige club   | Debuut           |            |            |            |
| Nr.           | Nat.               | Naam                | W          |            | W          |            | W          |            | Seizoen    | Vorige club   | Debuut           |            |            |            |
| Doelmannen    | Doelmannen         | Doelmannen          | Doelmannen | Doelmannen | Doelmannen | Doelmannen | Doelmannen | Doelmannen | Doelmannen | Doelmannen    | Doelmannen       | Doelmannen | Doelmannen | Doelmannen |
| ------------- | ------------------ | ------------------- | ---------- | ---------- | ---------- | ---------- | ---------- | ---------- | ---------- | ------------- | ---------------- | ---------- | ---------- | ---------- |
| -             | Vlag van Nederland | Gert Abma           | 30         | 0          | 0          | 0          | 30         | 0          | 4e         | Jeugd         | -                |            |            |            |
| -             | Vlag van Nederland | René Grotenhuis     | 5          | 0          | 0          | 0          | 5          | 0          | 3e         | Jeugd         | -                |            |            |            |
| -             | Vlag van Nederland | Henk Timmer         | 0          | 0          | 0          | 0          | 0          | 0          | 1e         | Jeugd         | -                |            |            |            |
| Verdedigers   |                    |                     |            |            |            |            |            |            |            |               |                  |            |            |            |
| -             | Vlag van Nederland | Jos van Eck         | 34         | 7          | 0          | 2          | 34         | 9          | 1e         | De Graafschap | -                |            |            |            |
| -             | Vlag van Nederland | Johan Hansma        | 36         | 0          | 0          | 0          | 36         | 0          | 2e         | Jeugd         | -                |            |            |            |
| -             | Vlag van Nederland | Bert Konterman      | 28         | 0          | 0          | 0          | 28         | 0          | 1e         | Jeugd         | -                |            |            |            |
| -             | Vlag van Nederland | Fred Leusink        | 36         | 3          | 0          | 0          | 36         | 3          | 6e         | Niet bekend   | 11 mei 1985      |            |            |            |
| -             | Vlag van Nederland | Frank Veldwijk      | 2          | 0          | 0          | 0          | 2          | 0          | 7e         | Onbekend      | 20 november 1983 |            |            |            |
| Middenvelders |                    |                     |            |            |            |            |            |            |            |               |                  |            |            |            |
| -             | Vlag van Nederland | Edwin Duim          | 33         | 2          | 0          | 0          | 33         | 2          | 6e         | Jeugd         | 30 maart 1985    |            |            |            |
| -             | Vlag van Nederland | Gert Peter de Gunst | 27         | 0          | 0          | 1          | 27         | 1          | 2e         | Jeugd         | -                |            |            |            |
| -             | Vlag van Nederland | Henry Meijerman     | 27         | 3          | 0          | 0          | 27         | 3          | 1e         | FC Twente     | -                |            |            |            |
| -             | Vlag van Nederland | Jan van Raalte      | 32         | 1          | 0          | 0          | 32         | 1          | 1e         | Jeugd         | -                |            |            |            |
| Aanvallers    |                    |                     |            |            |            |            |            |            |            |               |                  |            |            |            |
| -             | Vlag van Nederland | Martin Reijnders    | 3          | 0          | 0          | 0          | 3          | 0          | 1e         | Jeugd         | -                |            |            |            |
| -             | Vlag van Nederland | Richard Roelofsen   | 34         | 11         | 0          | 1          | 34         | 12         | 2e         | Jeugd         | -                |            |            |            |
| -             | Vlag van Nederland | Ed Roos             | –          | –          | 0          | 0          | 0          | 0          | 2e         | Feyenoord     | -                |            |            |            |
| Nr.           | Nat.               | Naam                | W          |            | W          |            | W          |            | Seizoen    | Vorige club   | Debuut           |            |            |            |
| Nr.           | Nat.               | Naam                | Competitie | Competitie | Beker      | Beker      | Totaal     | Totaal     | Seizoen    | Vorige club   | Debuut           |            |            |            |

### Technische staf
| Naam         | Functie      |
| ------------ | ------------ |
| Theo de Jong | Hoofdtrainer |

## Statistieken PEC Zwolle '82 1989/1990

### Eindstand PEC Zwolle '82 in de Nederlandse Eerste divisie 1989 / 1990
| Stand | Gespeeld | Gewonnen | Gelijk | Verloren | Punten | Doelpunten voor | Doelpunten tegen | Gele kaarten | Rode kaarten |
| ----- | -------- | -------- | ------ | -------- | ------ | --------------- | ---------------- | ------------ | ------------ |
| 15e   | 36       | 9        | 14     | 13       | 32     | 34              | 36               | –            | –            |

### Topscorers
| #                | Naam                             | Goal |
| ---------------- | -------------------------------- | ---- |
| 1.               | Richard Roelofsen                | 11   |
| 2.               | Jos van Eck                      | 7    |
| 3.               | Fred Leusink                     | 3    |
| 3.               | Henry Meijerman                  | 3    |
| 5.               | Edwin Duim                       | 2    |
| 5.               | Gerrit Visscher                  | 2    |
| 7.               | Martin Koorn                     | 1    |
| 7.               | Jan van Raalte                   | 1    |
| 7.               | Edwin Timmerman                  | 1    |
| 7.               | Michel Westerbeek                | 1    |
| Eigen doelpunten |                                  |      |
| –                | Gerard de Haan (De Graafschap)   | 1    |
| –                | Leo Reyrink (Cambuur Leeuwarden) | 1    |
| Totaal           | Totaal                           | 34   |

| #              | Naam                  | Goal |
| -------------- | --------------------- | ---- |
| 1.             | Jos van Eck           | 2    |
| 2.             | Gert Peter de Gunst   | 1    |
| 2.             | Richard Roelofsen     | 1    |
| Eigen doelpunt |                       |      |
| –              | Ben Kanselaar (AGOVV) | 1    |
| Totaal         | Totaal                | 5    |

### Kaarten
| #      | Naam        |   |
| ------ | ----------- | - |
| 1.     | Naam speler | - |
| Totaal | Totaal      | - |

| #      | Naam        |   |
| ------ | ----------- | - |
| 1.     | Naam speler | - |
| Totaal | Totaal      | - |

| #      | Naam        |   |
| ------ | ----------- | - |
| 1.     | Naam speler | - |
| Totaal | Totaal      | - |

### Punten per speelronde
| Speelronde | 1 | 2 | 3 | 4 | 5 | 6 | 7 | 8 | 9 | 10 | 11 | 12 | 13 | 14 | 15 | 16 | 17 | 18 | 19 | 20 | 21 | 22 | 23 | 24 | 25 | 26 | 27 | 28 | 29 | 30 | 31 | 32 | 33 | 34 | 35 | 36 |
| ---------- | - | - | - | - | - | - | - | - | - | -- | -- | -- | -- | -- | -- | -- | -- | -- | -- | -- | -- | -- | -- | -- | -- | -- | -- | -- | -- | -- | -- | -- | -- | -- | -- | -- |
| Punten     | 0 | 1 | 1 | 1 | 1 | 1 | 0 | 1 | 1 | 1  | 1  | 1  | 0  | 1  | 1  | 0  | 0  | 1  | 2  | 2  | 0  | 1  | 2  | 2  | 0  | 2  | 0  | 0  | 2  | 2  | 2  | 0  | 2  | 0  | 0  | 0  |

### Punten na speelronde
| Speelronde | 1 | 2 | 3 | 4 | 5 | 6 | 7 | 8 | 9 | 10 | 11 | 12 | 13 | 14 | 15 | 16 | 17 | 18 | 19 | 20 | 21 | 22 | 23 | 24 | 25 | 26 | 27 | 28 | 29 | 30 | 31 | 32 | 33 | 34 | 35 | 36 |
| ---------- | - | - | - | - | - | - | - | - | - | -- | -- | -- | -- | -- | -- | -- | -- | -- | -- | -- | -- | -- | -- | -- | -- | -- | -- | -- | -- | -- | -- | -- | -- | -- | -- | -- |
| Punten     | 0 | 1 | 2 | 3 | 4 | 5 | 5 | 6 | 7 | 8  | 9  | 10 | 10 | 11 | 12 | 12 | 12 | 13 | 15 | 17 | 17 | 18 | 20 | 22 | 22 | 24 | 24 | 24 | 26 | 28 | 30 | 30 | 32 | 32 | 32 | 32 |

### Stand na speelronde
| Speelronde | 1   | 2   | 3   | 4   | 5   | 6   | 7   | 8   | 9   | 10  | 11  | 12  | 13  | 14  | 15  | 16  | 17  | 18  | 19  | 20  | 21  | 22  | 23  | 24  | 25  | 26  | 27  | 28  | 29  | 30  | 31 | 32  | 33  | 34  | 35  | 36  |
| ---------- | --- | --- | --- | --- | --- | --- | --- | --- | --- | --- | --- | --- | --- | --- | --- | --- | --- | --- | --- | --- | --- | --- | --- | --- | --- | --- | --- | --- | --- | --- | -- | --- | --- | --- | --- | --- |
| Stand      | 19e | 12e | 13e | 12e | 13e | 11e | 14e | 14e | 13e | 11e | 10e | 13e | 17e | 15e | 14e | 17e | 17e | 18e | 18e | 14e | 16e | 16e | 14e | 10e | 13e | 10e | 12e | 14e | 11e | 10e | 7e | 10e | 11e | 11e | 13e | 15e |

### Doelpunten per speelronde
| Speelronde | 1 | 2 | 3 | 4 | 5 | 6 | 7 | 8 | 9 | 10 | 11 | 12 | 13 | 14 | 15 | 16 | 17 | 18 | 19 | 20 | 21 | 22 | 23 | 24 | 25 | 26 | 27 | 28 | 29 | 30 | 31 | 32 | 33 | 34 | 35 | 36 | Totaal |
| ---------- | - | - | - | - | - | - | - | - | - | -- | -- | -- | -- | -- | -- | -- | -- | -- | -- | -- | -- | -- | -- | -- | -- | -- | -- | -- | -- | -- | -- | -- | -- | -- | -- | -- | ------ |
| Doelpunten | 1 | 0 | 1 | 0 | 0 | 1 | 1 | 0 | 1 | 2  | 1  | 2  | 1  | 0  | 0  | 1  | 0  | 0  | 1  | 4  | 1  | 1  | 1  | 1  | 0  | 1  | 0  | 1  | 3  | 2  | 1  | 1  | 4  | 0  | 0  | 0  | 34     |